# Jeff Lewis
Jeff Lewis est un acteur, scénariste et écrivain américain.
Il est surtout connu pour le rôle de Herman « Vork » Holden dans la web-série The Guild.

## Biographie
Il est un ancien élève de l'ACME Comedy Theatre et un diplômé de The Groundlings et The Second City.
Jeff Lewis a écrit et joué dans Sketch Pad 2 de la chaîne HBO et a écrit pour Nickelodeon dans la série Chadébloc (Catscratch) et pour la DreamWorks Animation dans la série animée Toonsylvania. Il est également entré dans le monde du scénario avec son script pour le film de comédie Pour l'amour du Christ, réalisé par Douglas Jackson.
Depuis 2010, il a créé une web série dont il est le personnage principal, un homme ordinaire : The Jeff Lewis 5 Minute Comedy Hour.

## Filmographie

### Séries télévisées
- 1998 : Le Drew Carey Show : Glen (1 épisode de la saison 4)
- 2000 : Zoé, Duncan, Jack et Jane : Buckley (1 épisode de la saison 2)
- 2000 : Troisième planète après le Soleil : jeune homme (1 épisode de la saison 5)
- 2003 : According to Jim : Bill (1 épisode de la saison 2)
- 2003 : That '70s Show : homme qui fait la queue (1 épisode de la saison 5)
- 2007-2012 : The Guild : Herman « Vork » Holden (saisons 1 à 5)
- 2008 : Earl : homme aveugle (1 épisode de la saison 3)
- 2009 : Dorm Life (en) : mécanicien (1 épisode de la saison 2)
- 2009 : Glee : manager (1 épisode de la saison 1)
- 2009 : There will be Brawl : Waluigi (2 épisodes de la saison 1)
- 2011 : Home At Last : le bel homme (épisode 6 de la saison 1)
- 2011 : iCarly : Mr. Bushwell (épisode iApril Fools de la saison 6)

### Films
- 1994 : Deadly Diversions : Jeff Tiegs
- 2001 : Traffic Cones : ?
- 2005 : Wannabe (en) : Bruce Green
- 2005 : Game Time : Edward
- 2005 : The Smartest Person Who Ever Lived : Herb
- 2006 : Destination Mars : Stuart
- 2010 : Ashley's Ashes : Mick
- 2024 : Unfrosted : L'Épopée de la Pop-Tart : Big Yella